# أديب القليه جي
أديب القليه جي (1940 -)، فنان مسرحي ومخرج وصحافي وباحث في شؤون المسرح عراقي
أديب محمد علي القليه جي من مواليد مدينة الموصل العراقية في محلة (عبدو خوب) في الأول من كانون الثاني عام 1940. كان والده محمد علي القليه جي معلماً ابتدائياً، درس في إسطنبول وتخرج من معاهدها في مطلع القرن الماضي. انتمى إلى فرقة شباب الطليعة للتمثيل في بغداد التي كان يرأسها الفنان الكبير بدري حسون فريد في نهاية عام 1960. في عام 1965 أُجيز له البرنامج التلفزيوني الدرامي (مسرح الخميس) ببغداد. صمم واشرف على تنفيذ صالة الستين كرسي في بغداد، وغادر العراق في شهر كانون الثاني عام 1979، قاصدا بلغاريا التي فيها درس المسرح وحصل على الماجستير في الإخراج المسرحي عام 1986. قدمت مسرحيته (الكيمياوي) من تأليف بن جونسون على مسرح (اوجبن تياتر). مثل في بلغاريا ثلاثة أفلام. تناولته موسوعة (أعلام الموصل في القرن العشرين) للدكتور عمر الطالب.

## العضويات
- عضو مؤسس لفرقة مسرح اليوم عام 1969.
- عضو نقابة الفنانين العراقيين منذ تأسيسها. وانتخب مرتين منذ عام 1974 لغاية 1979.
- عضو هيئة تحرير نشرة (مسرحنا) التي أصدرتها نقابة الفنانين.
- عضو الهيئة الإدارية للمركز العراقي للمسرح التابع لليونسكو.

## أعمال أخرجها ومثّل فيها
- اخرج ومثل في مسرحيتي –أكبادنا- وفلوس الدوة ليوسف العاني- أواسط عام 1960
- أخرج في الناصرية وقدم مسرحية (داء النسيان) تأليف ماكس رينيه- 1964.
- اخرج أول عمل مسرحي – مسرحية (ملا عبود الكرخي)- 1958
- مثّل في مسرحيتي (رأس الشليلة) و(حرمل وحبة سودة) تأليف يوسف العاني - 1959.
- اخرج لإذاعة صوفيا- القسم العربي- مسلسلاً من سبع حلقات بعنوان (إنذار) قام بإعدادها عن مسرحية بنفس الاسم للكاتب البلغاري (اورلين فاسيليف).

## المشاركات والتأسيس
- وفي عام 1966 أسس فرقة مسرح الصداقة وترأسها واخرج أغلب مسرحياتها منها: (الغضب) لعادل كاظم، و(تراب) لطه سالم.
- شارك عام 1978 في ندوة (بريخت-الفن والسياسة) في برلين.
- شارك في مسرحية (عدالة الله) من تأليف يوسف وهبي وإخراج نعمان الأنصاري. الموصل 1957.

## مؤلفاته
- 97 عاما من مسيرة المسرح في العراق، صوفيا، 2009،

## العمل الصحفي والإعلامي
- عمل محرراً للزاوية الفنية في جريدة (فتى العراق) الموصلية منذ عام 1957 ثم أصبح محرراً للأخبار المحلية وكاتباً فيها.
- عمل محرراً للصفحة الفنية في جريدة (العمل والعمال) في اواسط عام 1964.
- عمل خلال المدة 1992 - 2002 في إذاعة (صوت الشعب العراقي) التي كان مقرها مدينة جدة في السعودية.

## التكريمات
- كرمته رابطة الكتاب والصحفيين والفنانين الديمقراطيين العراقيين بدرع الرابطة في أسبوع الثقافة الديمقراطية العراقية المقام في دمشق من 18-22 نيسان عام 1986 مع عدد من المع نجوم المسرح العراقي..زينب وناهدة الرماح ووداد سالم وقاسم حول.